# Femke Markus
Pour les articles homonymes, voir Markus.
Femke Markus, née le 17 novembre 1996 à Diemen, est une coureuse cycliste néerlandaise. Elle est la sœur cadette de Riejanne Markus, mais n'a pas de lien de parenté avec l'autre famille néerlandaise de cyclistes du même patronyme qui comprend Barry Markus et sa sœur Kelly.

## Biographie
Femke Markus a commencé le sport par le patinage de vitesse. En 2022, elle finit 8e du Tour de Belgique et domine le classement de la montagne du Tour de France Femmes durant les deux premières étapes.

## Palmarès sur route

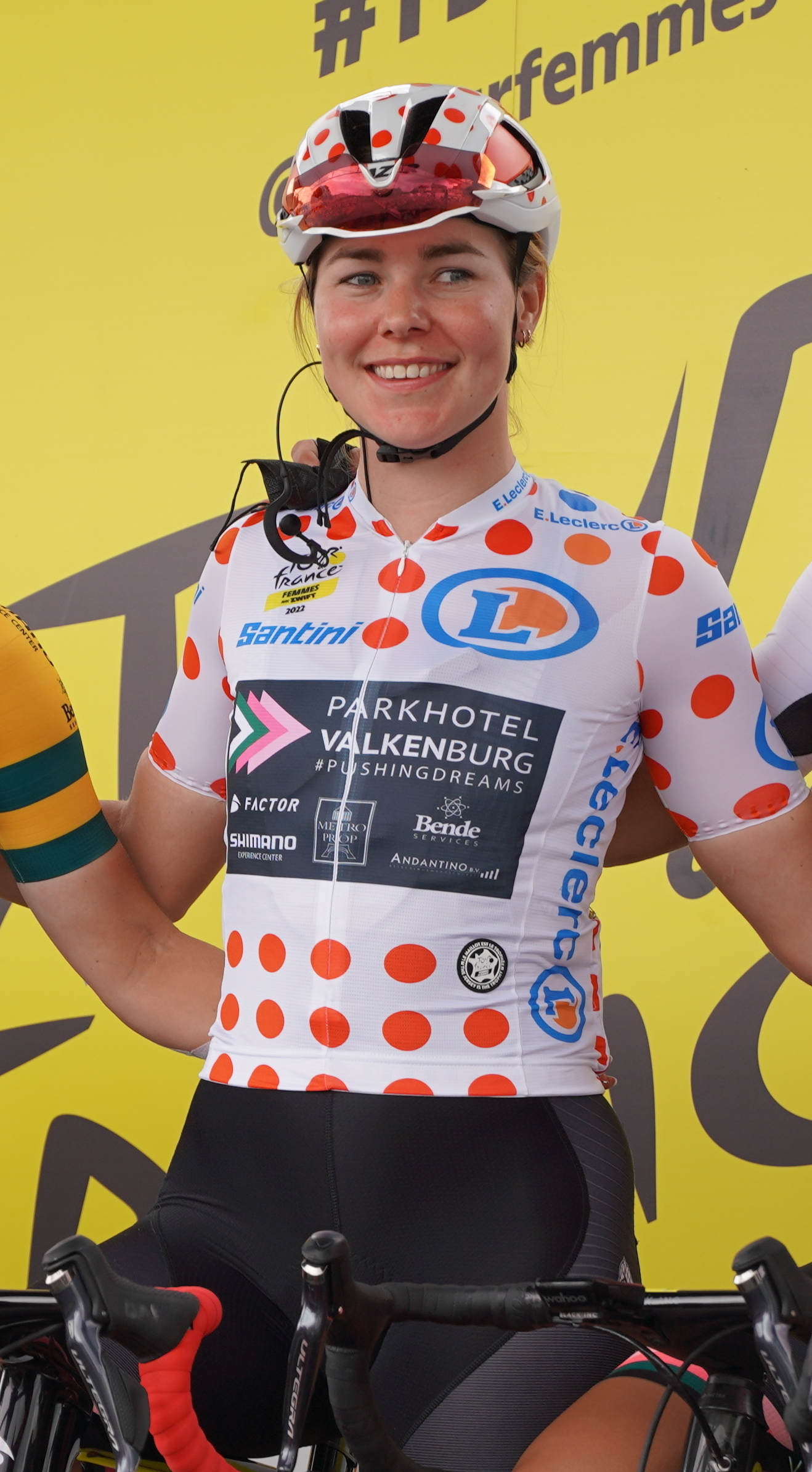
Tour de France Femmes 2022.

### Par années
- 2018
  - Enkhuizen
  - Bovenkarspel
  - 3e de Parel van de Veluwe
- 2019
  -  Championne des Pays-Bas des clubs (avec Lieske Coumans, Rosan Koper et Riejanne Markus)
- 2022
  - Zuiderzee Ronde
  - Leiedal Koerse
  - Luba Ladies Classic Noordwijk
  - 3e de La Classique Morbihan
  - 3e d'À travers le Hageland
- 2024
  - Volta Limburg Classic
  - 8e du Simac Ladies Tour

### Résultats sur les grands tours

#### Tour d'Italie
- 2023 : 129e

#### Tour d'Espagne
1 participation
- 2025 : 58e

### Classements mondiaux
| Année                                 | 2019 | 2020 | 2021 | 2022 | 2023 | 2024 |
| ------------------------------------- | ---- | ---- | ---- | ---- | ---- | ---- |
| Classement UCI                        | 260e | 524e | 157e | 69e  | 507e | 279e |
| UCI World Tour                        | 134e | 158e | 92e  | 90e  | 184e | 112e |
|                                       |      |      |      |      |      |      |
| Légende : nc = non classéSource : UCI |      |      |      |      |      |      |

## Palmarès en VTT
- 2019
  - 3e du championnat des Pays-Bas de beachrace
- 2024
  - 2e du championnat des Pays-Bas de beachrace (décembre)
  - 3e du championnat des Pays-Bas de beachrace (février)